# Serie GE-600
La Serie GE-600 fue una familia de computadoras mainframe de 36 bits construida por General Electric, aparecida en la década de 1960. Cuando General Electric dejó el negocio de las computadoras, la división fue vendida a Honeywell, la cual construyó sistemas hasta la década de 1990, cuando la división fue transferida al Groupe Bull y  luego a NEC. En un equipo GE-645 se instaló el sistema operativo experimental Multics, el cual sirvió de referencia para crear UNIX.
Fue desarrollado por un equipo de trabajo dirigido por John Couleur basado en el trabajo realizado para el proyecto MISTRAM en 1959. MISTRAM fue un sistema de seguimiento que se utilizó en una serie de proyectos (incluido el programa Apolo) y la Fuerza Aérea requirió una recopilación de datos de la computadora para ser instalado en una estación de seguimiento de la trayectoria desde Cabo Cañaveral. Los datos finalmente podrían ser convertidos con la máquina de 36 bits IBM 7094 en Cabo Cañaveral, por lo que el equipo probablemente tendría que ser de 36 bits también (por qué no usaron un IBM 7094 es un misterio). General Electric construyó una máquina llamada M236 para la tarea y, como resultado de las necesidades de 36 bits, terminó actuando casi como un 7094.
General Electric originalmente no tenía intención de entrar en el mercado de las computadoras comerciales con la máquina. Sin embargo por la década de 1960 General Electric era el mayor usuario de mainframes IBM, y la compra de sus propias máquinas pareció una excelente manera de reducir los costos de su departamento de informática. Haciendo una estimación, el coste de desarrollo sería pagado por un año de las tasas de alquiler de IBM. Muchos se mostraron escépticos, pero después de algunas discusiones internas, el proyecto de comercializar la M236 finalmente obtuvo el visto bueno en 1963.
La serie 600 utiliza palabras de 36 bits y direcciones de 18 bits. Soporta coma flotante, tanto en 36 bits de precisión simple y 2 x 36 bits de doble precisión. También incluía un número de acceso directo de memoria para el manejo de procesadores de entrada/salida. La CPU puede ceder programas de corta duración (bastante simplificados) a los canales de acceso directo de memoria, que luego procesaran los datos hacia o desde la memoria, y crearán una interrupción cuando se completen. Esto permitió a la CPU principal ocuparse de otras tareas mientras esperaba a que se completara las lentas E/S, una característica esencial de los sistemas de tiempo compartido.
La máquina fue ofrecida originalmente como el GE-635, y la GE-625 con la mitad de la velocidad. De hecho ambos equipos tenían núcleos CPU idénticos, pero los 635 tenían dos de ellos, en lo que es probablemente el primer ejemplo de un sistema SMP de propósito general. Al parecer, un aún más pequeño GE-615 fue ofrecido, pero no está claro si en realidad existió.
No obstante los continuos problemas con la fiabilidad de la cinta magnética utilizados en los sistemas, proyectó una sombra sobre todo el proyecto. En 1966, General Electric congeló muchos pedidos, mientras que otros fueron cancelados por completo. En 1967 estos problemas fueron resueltos, y las máquinas fueron relanzadas con una versión mejorada del sistema operativo GECOS.
En 1965 se comenzó a trabajar en el proyecto Multics, y General Electric fue seleccionada como el proveedor de equipos. Ellos vieron esto como una oportunidad de separarse claramente de otros proveedores ofreciendo este avanzado sistema operativo que funcionaría mejor en sus máquinas. Multics requirió una serie de características adicionales de la CPU para ser realmente eficaz, y John Couleur fue integrado por Edward Glaser en el MIT para realizar las modificaciones necesarias. El resultado fue el GE-645, que incluía una serie de niveles de seguridad en la CPU, y las instrucciones para el manejo de la memoria virtual.
Un proyecto de seguimiento para crear una nueva generación de 645 se inició en 1967. El nuevo GE-655 sustituyó a los transistores individuales de los modelos anteriores con circuitos integrados, que prácticamente duplicaron el rendimiento de la máquina al mismo tiempo que redujeron enormemente los costes de montaje. Sin embargo, el equipo todavía estaba en desarrollo en 1969, momento en el cual el proyecto Multics se había paralizado.
General Electric decidió vender la sección de computadores entera a Honeywell en 1970, que cambió el nombre del equipo de ese entonces, el GE-655 y toda la línea, como Honeywell serie 6000. El 655 fue finalmente lanzado oficialmente en 1973 como la de Honeywell 6080 y vendió un total de cerca de una docena de máquinas. Varias versiones más pequeñas fueron ofrecidas como el 6070, hasta el 6030. Una versión del 6080 con la Multics relacionados con varios cambios similares a los 645 fue lanzado como el 6180. Las versiones posteriores (la mayoría de re-empaque) fueron lanzadas bajo una serie de nombres aparentemente al azar.